# Нерухомість
Нерухо́мість, нерухоме майно (англ. Real Property, Real Estate) — земельні ділянки, а також будівлі, споруди чи інше майно, безпосередньо пов'язане землею, тобто об'єкти, переміщення яких неможливе без завдання значної шкоди його вартості і призначенню.

## Види нерухомості
До нерухомості за походженням відносяться земельні ділянки, ділянки надр і все, що міцно пов'язане із землею, тобто об'єкти, переміщення яких без невідповідного збитку їхньому призначенню неможливе, зокрема ліси, багаторічні насадження, будівлі, споруди, об'єкти незавершеного будівництва.
Окрім нерухомості за походженням, в Україні існує «нерухомість згідно із законом». До неї відносять ті, що підлягають державній реєстрації повітряні і морські судна, судна внутрішнього плавання, космічні об'єкти.
У англо-саксонській правовій системі, нерухомість ділиться на «real-estate» — нерухомість як об'єкти матеріального світу (будівлі, споруди, земельні ділянки і т. д.); і на «real-property» — майнові права на об'єкти нерухомості.
Об'єктом нерухомості може вважатися товар, який нерозривно пов'язаний із земельною ділянкою, на якій він розташовується. Будь-яке його переміщення обов'язково спричинять руйнування і втрату ринкової вартості.
Класифікація об'єктів нерухомості за методом «дерева ознак», яку ми приведемо нижче, зручна для проведення оцінки нерухомості з урахуванням головних особливостей, властивих кожній групі, наприклад, нюансів товарообігу, масштабів і структури ринків, у рамках яких проводяться операції з купівлі-продажу об'єктів і тощо
Відповідно до такої класифікації об'єкти нерухомості можуть підрозділятися:
1. За функціональним призначенням:
- земельні ділянки, призначені для забудови;
- природні комплекси (для експлуатації);
- споруди
- кімнати і квартири;
- будівлі і приміщення під магазини і офіси;
- приватні житлові будинки, дачі, котеджі в передмісті (із земельними ділянками);
- виробничі приміщення, склади;
- інші

2. За походженням
- Земельні масиви
- Окремі земельні ділянки.
- Комплекси будинків і споруд
- Житлові багатоквартирні будинки
- Житлові одноквартирні будинки (особняки, котеджі)
- Під'їзд (секція).
- Поверх в під'їзді.
- Квартира.
- Кімната.
- Літня дача
- Комплекс адміністративних будівель.
- Будівля.
- Приміщення або частини будинків (секції, поверхи).

3. За готовністю до експлуатації
- Готові об'єкти.
- Об'єкти, що потребують капітального ремонту або реконструкції.
- Об'єкти, що вимагають завершення будівництва.

З метою оцінки вартості об'єкти, а саме: земельні ділянки, будівлі, споруди можна поділити на дві категорії:
- неспеціалізована нерухомість;
- спеціалізована нерухомість.

Нерухомість, на яку існує постійний попит на відкритому ринку, вважається неспеціалізованою. Така нерухомість вільно купується, продається, здається в оренду. Її використовують як у прямих цілях, так і як об'єкт інвестування чи розвитку.
Спеціалізованою нерухомістю вважаються такі об'єкти, які через специфіку їх використання вкрай рідко опиняються в продажу на відкритому ринку для подальшого їх профільного використання. Винятком можна вважати продаж таких об'єктів як частки чинного бізнесу. Такий, спеціальний, характер нерухомості, визначається особливостями її конструкції, місцем розташування, спеціалізацією, розмірами або поєднанням перерахованих факторів.
В Україні існує 3 типи нерухомості: земля, житло та нежитлові приміщення.
Земля — це основний фактор у будь-якій комерційній діяльності, яка побічно або прямо бере участь у виробництві товарів або наданні послуг. Земля підрозділяється на:
1. земельні ділянки, призначені під забудову або для інших цілей використання;
2. природні комплекси, призначені для їх експлуатації (родовища і т. д.)

Житло — це будова з усіма вигодами, призначене для проживання людини.
Житло буває міським і заміським (заміська нерухомість), яке може належити до різних класів: економ-, бізнес-, еліт, типове (за серіями).
Ринок житла може бути первинним (новобудови) і вторинним (вторинний продаж)
Нерухомість поділяється за функціональною ознакою на житлову і нежитлову.
У нежитловий (комерційній) нерухомості виділяють торгову, офісну, складську, промислову, готельну, рекреаційну нерухому власність, інституційну, і нерухомість, призначену для змішаного використання.
За ступенем відтворюваності в натуральній формі виділяють нерухомість:
1. невідтворювані — це родовища корисних копалин;
2. відтворну — це споруди, будівлі.

За ступенем спеціалізації розрізняють:
1. спеціалізовану: хімічні і нафтопереробні заводи; музеї та інші будівлі, що належать до культури;
2. неспеціалізовану — це нерухомість, на яку є попит на відкритому ринку для інвестування.

За характером використання нерухомість необхідна для житла, комерційної діяльності, сільськогосподарських потреб, спеціальних цілей (школи, церкви).
За цілями володіння вона призначена для бізнесу, проживання власника, як інвестиції, для розвитку та освоєння, як товарні запаси, для споживання ресурсів, які нині виснажені.

## Правове регулювання
Немає конкретного закону або кодексу законів про нерухоме майно, і тому дана сфера відносин регулюється різними законами:
- Цивільний кодекс України
- Закон України «Про іпотеку»
- Закон України «Про нотаріат»
- Закон України «Про державну реєстрацію речових прав на нерухоме майно та їхніх обмежень»
- Закон України «Про фінансово-кредитні механізми і управління майном при будівництві житла та операціях з нерухомістю»[1]

- з 12 лютого 2014 року набуває чинності Постанова Кабінету Міністрів України № 868, якою буде врегульовано Порядок державної реєстрації прав на нерухоме майно та їх обтяжень і Порядок надання інформації з Державного реєстру речових прав на нерухоме майно.

## Оцінка нерухомості
Оцінка нерухомості є найпоширенішим видом оцінної діяльності і включає визначення вартості об'єкта (юридичних прав на нього) для подальшої операції між продавцем і покупцем. Є безліч класифікацій діяльності на ринку нерухомості.

## Управління нерухомістю

### Девелопмент нерухомості
Девелопмент нерухомості, з погляду його матеріально-речовинного змісту, включає дві основні складові: — проведення будівельних або інших робіт над будівлями і землею; — зміна функціонального використання будівель або землі.

### Лізинг
Лізинг (англ. Leasing) — вид інвестиційної діяльності з придбання майна і передачі його на підставі договору лізингу фізичним або юридичним особам за певну плату, на певний термін і на певних умовах, обумовлених договором, з правом викупу майна лізингоотримувачем.

## Облік
В Україні ведеться Державний реєстр речових прав на нерухоме майно.

## Ринок нерухомості
Ринок нерухомості ділиться на первинний та вторинний.
Виділяються такі типи нерухомості:
- житлова нерухомість
- заміська нерухомість
- комерційна нерухомість
- ринок землі

Основними учасниками ринку нерухомості є:
- Продавці — власники нерухомості, фізичні або юридичні особи
- Покупці — фізичні або юридичні особи, які бажають придбати нерухомість
- Нотаріуси — здійснюють оформлення та реєстрацію правочинів з нерухомістю
- Посередники — ріелтери (Агентства нерухомості) — надають посередницькі послуги при проведенні операцій з нерухомістю

## Операції з нерухомістю
Основними операціями з нерухомістю є:
- Купівля-продаж
- Дарування
- Обмін
- Приватизація
- Відчуження
- Будівництво (створення нової нерухомості)
- Оренда